# Slaughter & Apparatus: A Methodical Overture
Slaughter & Apparatus: A Methodical Overture è il quinto album del gruppo death metal Aborted, pubblicato nel 2007. Questo è il primo album pubblicato con la Century Media.

## Tracce
1. The Chondrin Enigma – 4:20
2. A Methodical Overture – 3:25
3. Avenious – 4:41
4. The Spaying Séance – 4:25
5. And Carnage Basked in Its Ebullience – 3:10
6. The Foul Nucleus of Resurrection – 4:13
7. Archetype: Malice & Scorn – 3:12
8. Ingenuity in Genocide – 3:42
9. Odious Emanation – 3:37
10. Prolific Murder Contrivance – 3:07
11. Underneath Rorulent Soil – 4:51
12. Surprise! You're Dead! (Bonus Track; cover dei Faith No More) – 2:18

## Formazione
- Sven de Caluwé - voce
- Sebastien "Seb Purulator" Tuvi - chitarra
- Matty Dupont - chitarra
- Peter Goemaere - basso
- Dave Haley - batteria

### Partecipazioni speciali
- Jeff Walker (Carcass) - voce aggiuntiva in "A Methodical Overture" e "Odious Emanation"
- Jacob Bredahl (Hatesphere) - voce aggiuntiva in "Avenious"
- Henrik Jacobsen (Hatesphere) - assolo di chitarra in "Underneath Rorulent Soil"